# Whitechapel
Whitechapel és un barri popular del districte londinenc de Tower Hamlets, Londres (Anglaterra). Va esdevenir part del municipi de Londres el 1889 i de la Gran Londres a partir de 1965. La seva proximitat a Docklands i l'est de la ciutat han propiciat que sigui un enclavament d'arribada de persones migrants i un espai on s'ha desenvolupat la classe obrera.
Aquesta àrea va ser també el lloc de residència de la comunitat jueva de Londres els segles XIX i XX, i el lloc on Jack l'Esbudellador va cometre els seus assassinats el 1888. A la segona meitat del segle xx va ser un enclavament per la comunitat bengalí.

## Història
Whitechapel es va formar a partir d'una petita capella dedicada a Santa Maria, donant lloc al Whitechapel High Street, que actualment és el punt central del barri. El primer rector de la capella va ser Hugh de Fulbourne el 1329. Als voltants del 1338 va esdevenir l'església parroquial de Whitechapel, anomenada, per raons que es desconeixen, St Mary Matfelon. Va ser destruïda per un atac enemic a la Segona Guerra Mundial i la seva ubicació i cementiri s'han convertit en un jardí públic en el costat sud del camí.  Whitechapel High Street i Whitechapel Road ara formen part de la carretera A11, antigament la part inicial de la via romana entre la ciutat de Londres i Colchester. En èpoques posteriors els viatgers de Londres d'aquesta ruta s'allotjaven en les moltes posades de Whitechapel High Street.
A finals del segle xvi el barri de Whitechapel i els seus voltants van començar a convertir-se en la zona marginal de Londres. Situat a l'est d'Aldgate, fora de les muralles de la ciutat i més enllà dels controls oficials, va atreure les activitats de la ciutat menys reputades, especialment prostíbuls, cerveseries, escorxadors i forges, entre elles la Whitechapel Bell Foundry que més tard crearia la Campana de la Llibertat de Filadèlfia i el Big Ben de Londres.
L'èxode rural a Londres des del segle xvii fins a mitjan segle xix va donar lloc al fet que un gran nombre d'indigents s'hi instal·lessin. A la dècada del 1840 Whitechapel, juntament amb els enclavaments de Wapping, Aldgate, Bethnal Green, Mile End, Limehouse, Bow, Bromley-de-Bow, Álamo, Shadwell i Stepney, que formen l'avui conegut East End, va anar evolucionant en un dels clàssics suburbis londinencs, amb problemes de pobresa i amuntegament. Whitechapel va ser particularment miserable en aquest període, conegut pels carrers foscos que concentraven la major part de la brutícia i la delinqüència, com els carrers Dorset (ara un carreró privat, però una vegada conegut com "el pitjor carrer de Londres"), Thrawl, Berners (rebatejada com Henriques), Wentworth i altres.
William Booth va iniciar la seva reactivació social cristiana, predicant l'evangeli en una tenda de campanya, erigit al cementiri  Friends Burial Ground de Thomas Street, el 1865. Altres es van sumar a la seva missió cristiana, i el 7 d'agost del 1878 l'Exèrcit de Salvació va celebrar una reunió a  Whitechapel Road, 272. Una estàtua commemora la seva missió i el seu treball en ajudar els pobres.
Durant l'era victoriana, la població pobra va créixer amb immigrants de tot arreu, sobretot irlandesos i jueus. Els problemes econòmics de Whitechapel van anar acompanyats d'un augment constant de les tensions socials. Entre 1886 i 1889, freqüents manifestacions van provocar la intervenció policial i els disturbis públics, com el Bloody Sunday (1887). L'antisemitisme, el crim, el nativisme, el racisme, les pertorbacions socials i les privacions greus van influir en la percepció pública que Whitechapel era un notori cau d’immoralitat. Aquestes percepcions es van reforçar a la tardor de 1888 quan la sèrie d'
En la literatura del període 1883 - 1884, l'actor de teatre ídix Jacob Adler va escriure Com més penetrem a Whitechapel, més s'enfonsa el nostre cor. Es tracta de Londres? Mai a Rússia, mai en els pitjors tuguris de Nova York, es pot veure tal pobresa com en el Londres de la dècada de 1880. Això va portar a la pobresa a moltes dones, i d'aquí a la prostitució. L'octubre del 1888 la Policia Metropolitana va estimar que hi havia cent dotze prostitutes de molt baixa categoria residint a Whitechapel i uns seixanta-dos bordells. Es fa referència específicament a ells en el llibre de Charles Booth, Life and Labour of the People of London. Aquestes van ser les prostitutes pertanyents als onze Homicidis de Whitechapel (1888 - 1891), alguns dels quals van ser comesos pel llegendari assassí en sèrie conegut com a Jack l'Esbudellador. Aquests assassinats cruels i grotescos van rebre una cobertura sense precedents als mitjans de comunicació
causant un terror generalitzat en el districte i en tot el país i va descobrir als reformadors socials la misèria en què es trobava immersa la zona.
Whitechapel va seguir sent pobre, durant la primera meitat del segle xx, encara que no tan desproporcionadament. Va sofrir grans danys en els atacs de la Segona Guerra Mundial. Des de llavors, Whitechapel ha perdut la major part de la seva notorietat, encara que la seva població encara pertany gairebé completament a la classe obrera. Actualment, abunden els immigrants de Bangladesh, i la mesquita d'East End a  Whitechapel Road és un important símbol de la comunitat islàmica resident. Whitechapel és també la llar de molts aspirants a artistes i uns pocs empresaris.

## Curiositats
Whitechapel apareix a The Pickwick Papers, de Charles Dickens, on Sam Weller el defineix com «un barri no molt agradable». Apareix així mateix en les obres Oliver Twist de Dickens, Children of the Ghetto d'Israel Zangwill i en les novel·les de Simon Blumenfield; totes elles recullen el seu caracter marginal.
Whitechapel s'empra també com a escenari de la majoria, si no de tots, els crims de Jack l'Esbudellador; tal com apareix en els videojocs  Waxworks, Medievil 2 i Sherlock Holmes vs. Jack l'Esbudellador i en les historietes i posterior pel·lícula  From Hell. També es troba en molts llibres com El Jove Sherlock Holmes en el qual s'encarrega d'un assassinat ocorregut allà i on no es parla tampoc molt bé sobre aquest barri.
Whitechapel també és el nom d'un famós grup de Deathcore.